# Pseudognaptodon ruficeps
Pseudognaptodon ruficeps är en stekelart som beskrevs av Sergey A. Belokobylskij 1993. Pseudognaptodon ruficeps ingår i släktet Pseudognaptodon och familjen bracksteklar. Inga underarter finns listade i Catalogue of Life.